# Céu de Teresópolis
Céu de Teresópolis é uma pintura de Eliseu Visconti (1866-1944). A pintura tem como tema central a paisagem de Teresópolis, Rio de Janeiro. A sua data de criação é 1935.

## Descrição
A obra foi produzida com tinta a óleo, tela em 1935. Suas medidas são: 36,5 centímetros de altura e 25,5 centímetros de largura.
Esta é uma rara pintura de Visconti que representa apenas o céu, as nuvens e a copa das árvores. Parece que a atmosfera de Teresópolis cativou a atenção do artista, como nenhuma outra havia cativado. Nesta pintura o céu e as nuvens servem de fundo para a esguia árvore, que se situa em meio a mata. A pintura faz parte da série de obras que representam a copa de árvores contra o céu de Teresópolis, na qual, esta seria a mais colorida por apresentar em poucas e leves pinceladas algumas flores na pequena árvore em primeiro plano.
A assinatura do autor se encontra no canto inferior esquerdo da obra. A pintura pertence aos descendentes do pintor, sendo fotografada no Rio de Janeiro em 19 maio 2006.

## Sobre o Autor
Eliseu d'Angelo Visconti conhecido também como Eliseu Visconti, nasceu em 30 de julho de 1866 em Giffoni Valle Piana, na Itália. Quando criança ele sonhava seguir a carreira de pintor. Durante os anos de 1873 e 1875, Eliseu veio para o Brasil junto de sua família. Em 1883, ele passou a estudar no Liceu de Artes e Ofícios, com Victor Meirelles (1832-1903) e Estêvão Silva (1844-1891). No ano seguinte, sem deixar o Liceu, ingressou na Academia Imperial de Belas Artes (AIBA), tendo como professores Zeferino da Costa (1840-1915), Rodolfo Amoedo (1857-1941), Henrique Bernardelli (1858-1936), Victor Meirelles e José Maria de Medeiros (1849-1925).
Com a caída do Império em 1889, o Brasil tornou-se uma República e a Academia passou a ser chamada de Escola Nacional de Belas Artes. Em 1892, Visconti ganhou um concurso promovido pela Escola e viajou para Paris, lá ele começou a estudar arte decorativa na École Nationale et Spéciale des Beaux-Arts (Escola Nacional e Especial de Belas Artes). Na França, Eliseu descobriu outros tipos de gêneros como, por exemplo, o Impressionismo e a Art Noveau. Após alguns anos na capital parisiense, ele decidiu voltar ao Brasil.
Trabalhador incansável e artista de vanguarda, Visconti produzia obras de valor universal, utilizando como instrumento, ao longo de suas diversas fases, técnicas e influências naturalistas, renascentistas, realistas, pontilhistas, impressionistas e neorrealistas. Após três meses de um assalto em que Visconti foi golpeado na cabeça, ele veio a falecer. No dia 15 de outubro de 1944, aos 78 anos de idade, o pintor foi declarado como morto no Rio de Janeiro.
Atualmente Visconti é considerado um dos mais importantes artistas brasileiros do período e o mais expressivo representante da pintura impressionista no Brasil. Alguns pensadores avaliaram Eliseu Visconti como percussor do modernismo, outros um moderno antes da invenção do modernismo e da Semana de Arte Moderna de São Paulo em 1922.

## Contexto histórico
Em 1648 foi fundada por Luis XIV a primeira academia de Belas Artes em Paris, a Academia Real de Pintura e Escultura. Nessa época também foi criada a Academia de Letras e, a partir desse momento, os artistas passaram a se formar em academias e não mais em ateliês, como ocorria antigamente. Assim, passou-se a ter mais controle das imagens e escritas literárias.
No século XVII, a França se tornou referência em todas as nações ocidentais no mundo das artes. A Academia consolidou-se em diversos gêneros pictóricos, como por exemplo, os religiosos (narrativas bíblicas); mitológicos (mitologia clássica); históricos (fatos e eventos de uma nação, geralmente batalhas); retratos; paisagens (naturais, urbanas e campestres) e naturezas mortas (representações de animais, flores e outros objetos, que podem ser naturais ou artificiais, em um determinado espaço). Nessa época eram nomeados "pintores de gênero" aqueles que lidavam com apenas um gênero ou subgênero: pinturas de paisagem, flores, animais, roupas, etc. O termo tinha um certo tom pejorativo, pois parecia que o artista que lidava apenas com esses assuntos não era um pintor válido para os outros, e devido a isso, uma hierarquia de gênero foi estabelecida; estipulada academicamente, durando até o século XIX.
A Tomada da Bastilha, marco da Revolução Francesa, aconteceu em 1789. Nessa época a burguesia passou a cuidar dos ofícios da nobreza, mudando o nome da Academia, para "Academia Nacional de Belas Artes". Durante esse período, Napoleão Bonaparte começou a ganhar destaque no âmbito da Primeira República Francesa, liderando com sucesso as campanhas contra a Primeira Coligação e a Segunda Coligação. Em 1799, ele liderou um golpe de Estado e instalou-se como primeiro cônsul. Cinco anos depois, o senado francês o proclamou Imperador. Na primeira década do século XIX, o Império Francês sob comando de Napoleão, se envolveu em uma série de conflitos com todas as grandes potências europeias. Visando possuir um Império grandioso como o dos romanos, Napoleão buscava expandir seus territórios, e em meio a esse contexto, iniciaram-se as Guerras Napoleônicas.
Durante esses acontecimentos, Dom João VI foi obrigado a fugir de Portugal quando as tropas napoleônicas invadiram seu país. Em 1808, ele decidiu instalar-se no Brasil em conjunto com sua família. Em 1816 ocorreu a Missão Artística Francesa, na qual um grupo de artistas franceses, liderados por Joachim Lebreton, deslocaram-se para o Brasil querendo introduzir o sistema de ensino superior acadêmico no país. Esse ato revolucionou o panorama das artes e fortaleceu o Neoclassicismo que estava se iniciando em terras brasileiras. Essa ideia de criar uma academia de arte foi amparada pelo governo de Dom João VI, mas seu trabalho tardou a frutificar, encontrando a resistência da tradição barroca firmemente enraizada e tendo de enfrentar a escassez de recursos financeiros. A Missão teve um papel importante na atualização do Brasil em relação ao que ocorria na Europa na época, e foi a vanguarda em seu tempo e local. A Academia, mesmo encontrando na origem sérios empecilhos e demorando para frutificar, tornou-se, no reinado de D. Pedro II, a mais importante instituição oficial de arte no Brasil.
Após revoltas liberais, Dom João VI foi compelido a retornar à Europa. Seu quarto filho, Dom Pedro I, ficou nas terras brasileiras como seu regente, declarando em 7 de setembro de 1822, a Independência do Brasil. A Academia Imperial de Belas Artes (AIBA) foi uma escola superior de arte fundada no Rio de Janeiro, Brasil, por Dom João VI. Apesar de enfrentar muitas dificuldades inciais, a Academia conseguiu se estabilizar assumindo um papel central na determinação dos rumos da arte nacional durante a segunda metade do século XIX, sendo um centro de difusão de novos ideais estéticos e educativos, e um dos principais braços executivos do programa cultural nacionalista patrocinado pelo imperador Dom Pedro II. O modelo da Academia tradicional inspirou a estruturação de escolas de arte similares em vários pontos do Brasil, como foi o caso do Liceu de Artes e Ofícios do Rio de Janeiro (1856), do Liceu de Artes e Ofícios de São Paulo (1873) e do Liceu Nóbrega de Artes e Ofícios em Pernambuco (1880), e das Escolas de Belas Artes mantidas por universidades regionais, como o Instituto de Artes da Universidade Federal do Rio Grande do Sul (1908).
Ao mesmo tempo em que a Academia Imperial consolidava sua ascendência sobre o sistema artístico brasileiro, ela passou a ser fortemente criticada com base na evolução do gosto no final do século XIX, que absorvia novas influências estéticas e temáticas, preferidas por um público burguês que crescia, se educava e passava a esvaziar o discurso oficial, ora tido por muitos como retrógrado e elitista.
Após a Proclamação da República, a Academia Imperial de Belas Artes foi palco de intensos debates entre grupos de professores e jovens alunos que sugeriam caminhos alternativos para a reforma a ser empreendida na Academia. O grupo dos modernos, dentre os quais se alinhavam José Fiúza Guimarães, Rafael Frederico e Eliseu Visconti, pressionavam por uma ampla reforma dessas antigas normas, bastante defasadas das ideias mais inovadoras trazidas da Europa pelos professores Rodolfo Bernardelli e Rodolfo Amoedo. Enquanto isso, os positivistas, mais radicais, pregavam mesmo a extinção da Academia, instituição que consideravam anacrônica. Dentre os positivistas estavam Montenegro Cordeiro, Décio Villares e Aurélio de Figueiredo. Em 8 de novembro de 1890, o governo da República terminou por aprovar a reforma proposta pela comissão encabeçada por Rodolfo Bernardelli e Rodolfo Amoedo. A Academia Imperial foi convertida na Escola Nacional de Belas Artes, assumindo sua direção Rodolfo Bernardelli, que já era seu professor de escultura e artista laureado, respeitadíssimo por muitos membros influentes da intelectualidade.

## Contexto da Obra
Em seu começo de carreira, as paisagens de Visconti eram direcionadas mais para a terra, sempre com a linha do horizonte alta, por vezes limitando seu foco abaixo dela. A "Paisagem de Saint Hubert" foi uma de suas primeiras pinturas e pode ser considerada como uma boa representação desse período artístico do autor.

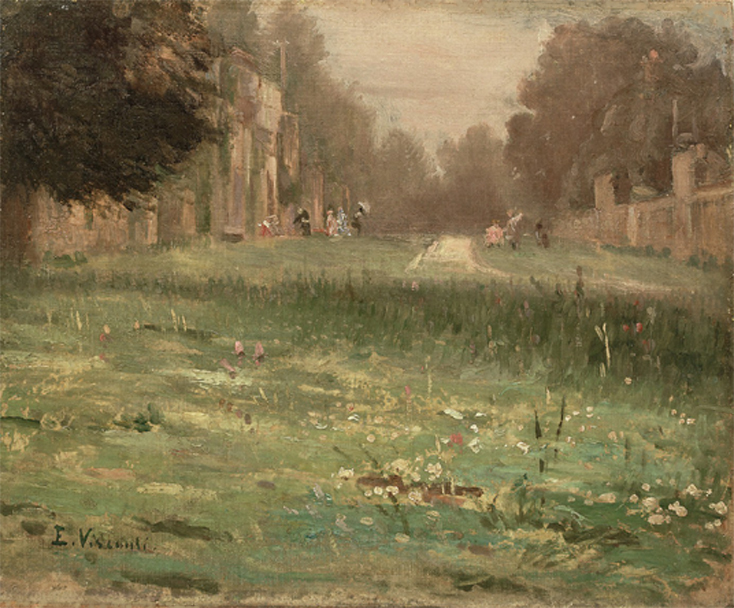
"Paisagem de Saint Hubert" - 1915

Na década de 1920, ele começou a se interessar mais pelo céu durante os seus estudos do alto do Morro de Santo Antonio e outros recantos cariocas. Durante essa fase, o céu de Teresópolis acabou lhe capturando a atenção como nenhum outro, pois, a partir desse momento ele faria diversos estudos do rendilho das árvore contra o azul celeste polvilhado de nuvens, provavelmente como um estudo para algumas de suas paisagens serranas.
Em uma entrevista para Angyone Costa, Visconti, expressou pela primeira vez com palavras, o seu fascínio por Teresópolis. Perguntado por que estivera ausente do Rio na semana anterior, Visconti respondeu:
“Fui para Teresópolis, com meus filhos, aquela terra admirável que o carioca desconhece. Teresópolis, meu amigo, é uma maravilha. Maravilha do mundo. O carioca só conhece a Avenida Central. Antigamente eu afirmava que Copacabana era o começo do paraíso de Dante. Hoje alargo a comparação e estendo-a a Teresópolis, que é um encanto, uma grande fascinação. Não há nada que se lhe compare…Teresópolis tem alguma coisa que é seu, cor local, pitoresco, luminosidade própria. É uma terra que ainda tem viço, conserva a virgindade.”
Duas décadas antes, Visconti já havia manifestado sua grande admiração pela cidade e por seu símbolo maior, o Dedo de Deus, pico da Serra dos Órgãos, ao incluí-lo na pintura do friso original do proscênio do Teatro Municipal. Ali, acima do palco, de onde pode ser vista de qualquer ponto da sala de espetáculos, Visconti representou a serra observada de Teresópolis. Provavelmente ele conheceu a cidade ainda menino, em suas andanças entre o Rio de Janeiro e São José de Além Paraíba.

## Análise da Obra
Na fase dita de Teresópolis, "fase de maturidade", Visconti utilizou-se do aprendizado impressionista. Quando Eliseu deu início as pinturas inspiradas nas paisagens de Teresópolis,  ele buscou captar o vapor atmosférico da serra, com grande preocupação com a cor e luz. Para a estudiosa Maria José Sanches, Visconti apresentava a manifestação da luminosidade brasileira, sem deixar de vincular-se à técnica impressionista.
Quando iniciou a fase de pinturas sobre Teresópolis, o pintor decidiu registrar a sua casa de campo, recém-construída. Visconti utilizou a tela como um fragmento de paisagem imortalizada, que lhe permitiu definir o seu impressionismo, com o qual marcou presença na história da arte brasileira. Eliseu caracterizou-se como um artista eclético, pois dedicou-se com liberdade à sua produção artística, na qual dialogou com tendências contemporâneas como o art nouveau, o simbolismo, o pontilhismo e o impressionismo, buscando a atualização da arte no país.
Nas pinturas de Teresópolis, no final de sua carreira, mesmo nas figuras maiores e mais elaboradas, Visconti usou pinceladas soltas, sem contornos distintos ou esfregaços, conseguindo efeitos vibrantes e definições das formas em poucos movimentos. O mesmo recurso pode também ser observado em algumas obras de Copacabana, no início do mesmo período.

## Recepção
Para José Paulo M. da Fonseca, "quem observa uma paisagem de Teresópolis ou um recanto do Rio inundado pelo sol, quem os observa num quadro de Visconti, percebe, irrecusavelmente, uma intimidade com o tema, que não se apresenta na superficialidade dos espetáculos contemplados da janela de um ônibus-viagem-organizada, porém como algo que é olhado e recordado ao mesmo tempo, aquela visão na qual a intimidade percebe tanto quanto o olhar, na qual o tema já se encontra humanizado pelo observador. Ora, essa duplicidade de visão assegura o brasileirismo de Visconti".
Hugo Auler publicou sobre Eliseu Visconti em um artigo do Correio Braziliense em 1978, lá ele afirmava que "cada uma das obras do artista partia de um desenho preliminar, ou seja, de um croquis em bico-de-pena, lápis ou carvão, que evoluía para a pochade, na qual era aplicada a cor, e, finalmente, saía da pequena dimensão para as grandes dimensões. Todavia, em qualquer uma daquelas fases pretéritas, nas quais conseguia a perfeição compositiva, Eliseu Visconti executava uma obra que poderia ser codificada definitivamente como um desenho de pura composição ou uma criação pictural".
A aprovação da pintura de Eliseu ocorreu no dia 10 de abril de 2014, durante a 20ª reunião da Comissão de Autenticação das Obras de Eliseu Visconti. O Projeto Eliseu Visconti deu a esta obra o Atestado de Autenticidade nº 0360, assinado pelos membros da Comissão de Autenticação, em 29 de julho de 2014.